# Perilampsis
Perilampsis es un género de moscas de la fruta perteneciente a la familia Tephritidae.  Es de distribución afrotropical.

## Especies
Este género contiene las siguientes especies:
- Perilampsis amazuluana
- Perilampsis atra
- Perilampsis curta
- Perilampsis deemingi
- Perilampsis decellei
- Perilampsis diademata
- Perilampsis dryades
- Perilampsis formosula
- Perilampsis furcata
- Perilampsis incohata
- Perilampsis miratrix
- Perilampsis pulchella
- Perilampsis rubella
- Perilampsis tetradactyla
- Perilampsis umbrina
- Perilampsis unita
- Perilampsis woodi